# Mishkín-Qalam

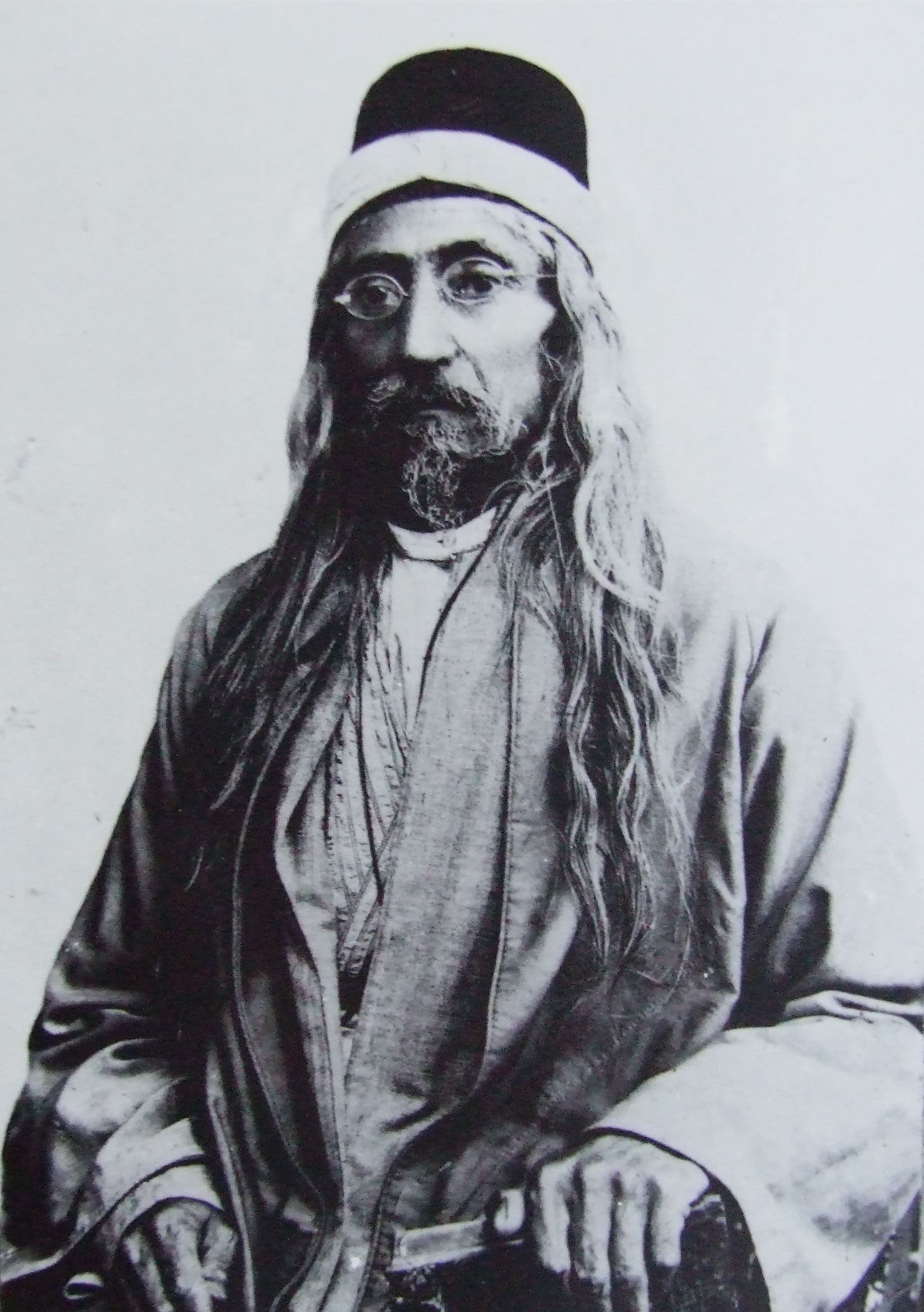
Mishkín-Qalam

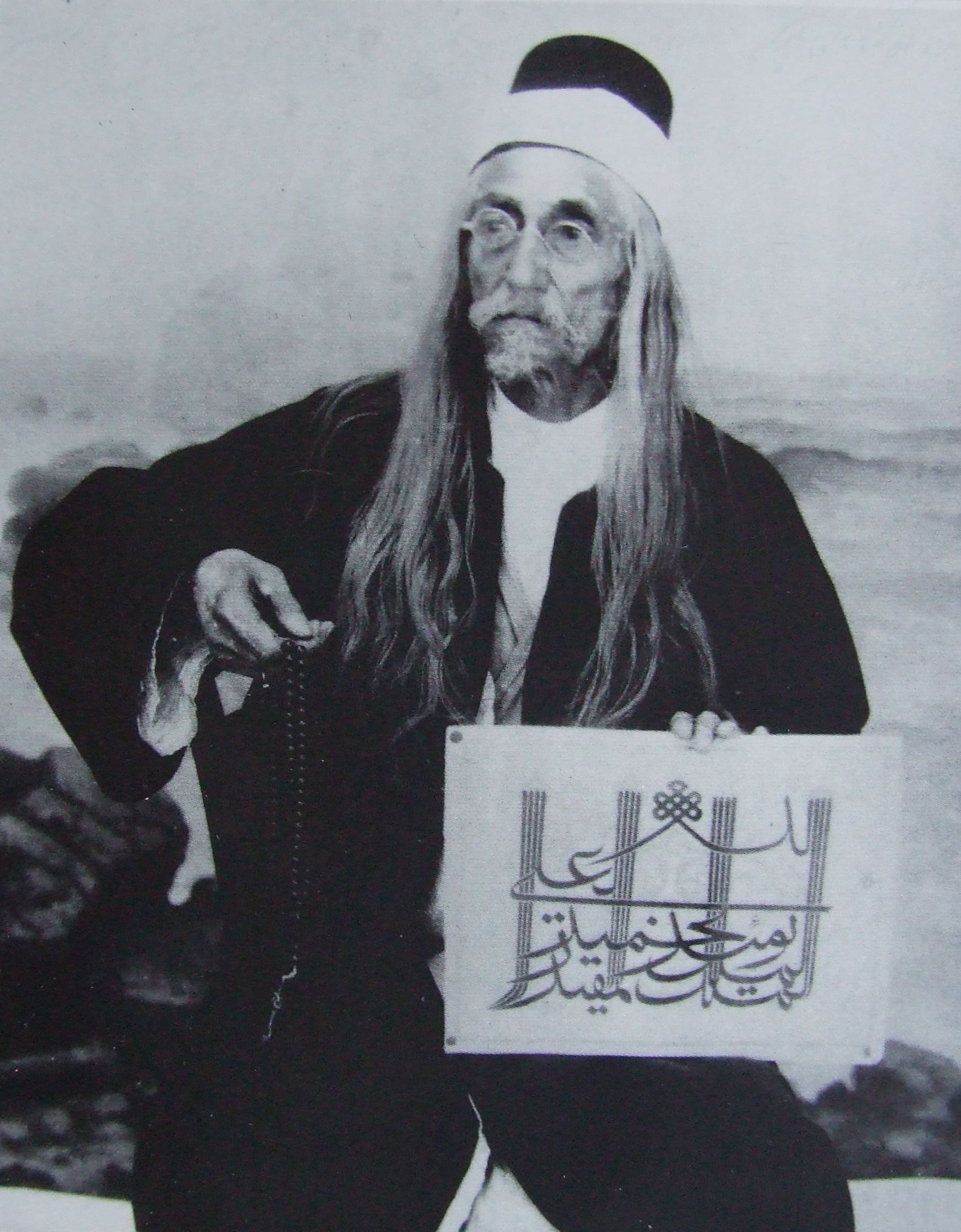
Mishkín-Qalam

Mirza Husayn-i-Isfahání (1826 - 1912) genaamd Mishkín-Qalam (مشكن قلم), (muskus-geurende of gitzwarte pen) was een prominente bahá'í en een van de negentien Apostelen van Bahá'u'lláh, evenals een bekende kalligraaf uit het 19de-eeuwse Perzië. Hij is de maker van een kalligrafische weergave van de Grootste Naam, die wereldwijd door bahá'ís gebruikt wordt.

## Achtergrond
Mishkín-Qalam werd geboren in Shiraz, en woonde in Isfahan, waar hij voor het eerst van het bahá'í-geloof hoorde. Een paar jaar daarna reisde hij naar Bagdad waar hij meer leerde van Zaynu'l-Muqarrabín en Nabíl-i-A'zam. Hij werd pas bahá'í toen hij later naar Adrianopel (Edirne) reisde en Bahá'u'lláh ontmoette.
Voordat hij bahá'í werd behoorde hij tot de ni'matu'lláhí soefi-orde. Hij was ook een bekwaam astronoom.

### Kalligrafie
Mishkín-Qalam is een gerenommeerde kalligraaf. 'Abdu'l-Bahá noemde hem een tweede Mir Emad, de zestiende eeuw kalligraaf van de Safawiden dynastie.
Mishkín-Qalam genoot een bijzondere positie bij de ministers van Teheran en hij werd alom bekend voor zijn kundigheid in alle kalligrafische stijlen.
Tijdens zijn verblijf bij Bahá'u'lláh in Adrianopel, schreef hij de zinsnede Yá Bahá'u'l-Abhá (O Glorie van Alglorierijke) in veel verschillende vormen, sommige in de vorm van een vogel, en stuurde ze overal heen. Een van zijn afbeeldingen van deze zin is nu een van de drie gemeenschappelijke symbolen van het bahá'í-geloof, bekend als de Grootste Naam.

## Fotogalerij

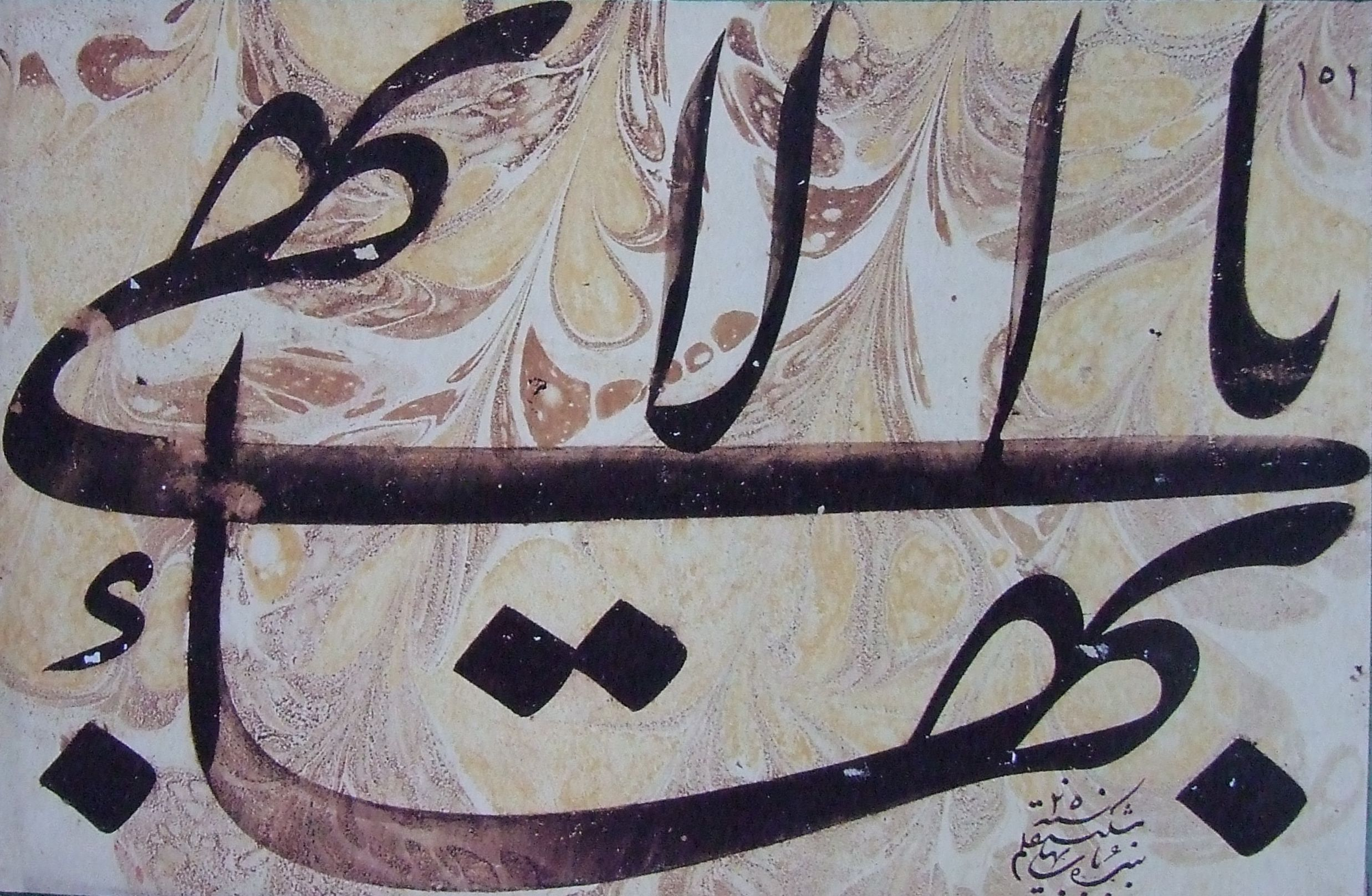
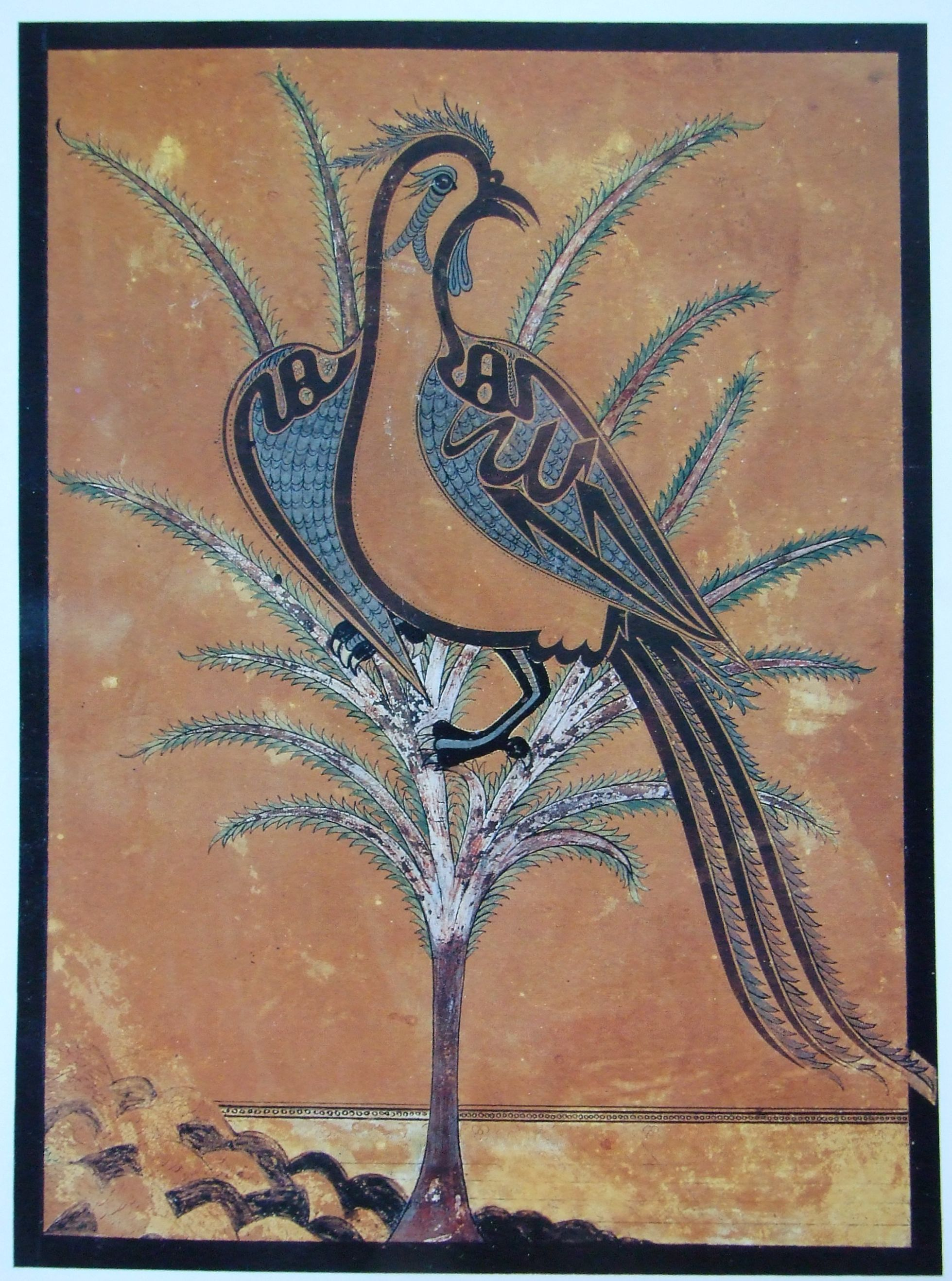
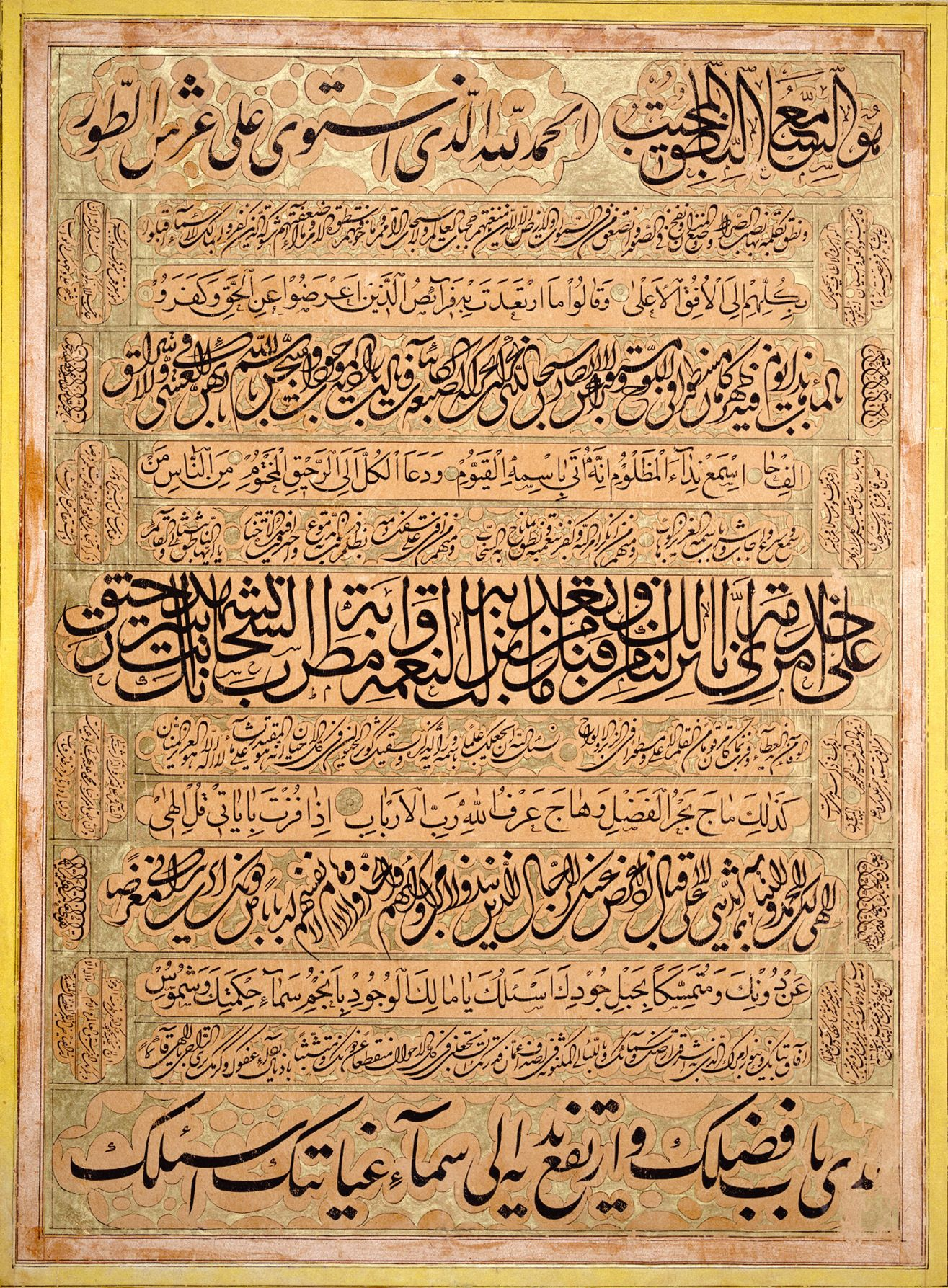
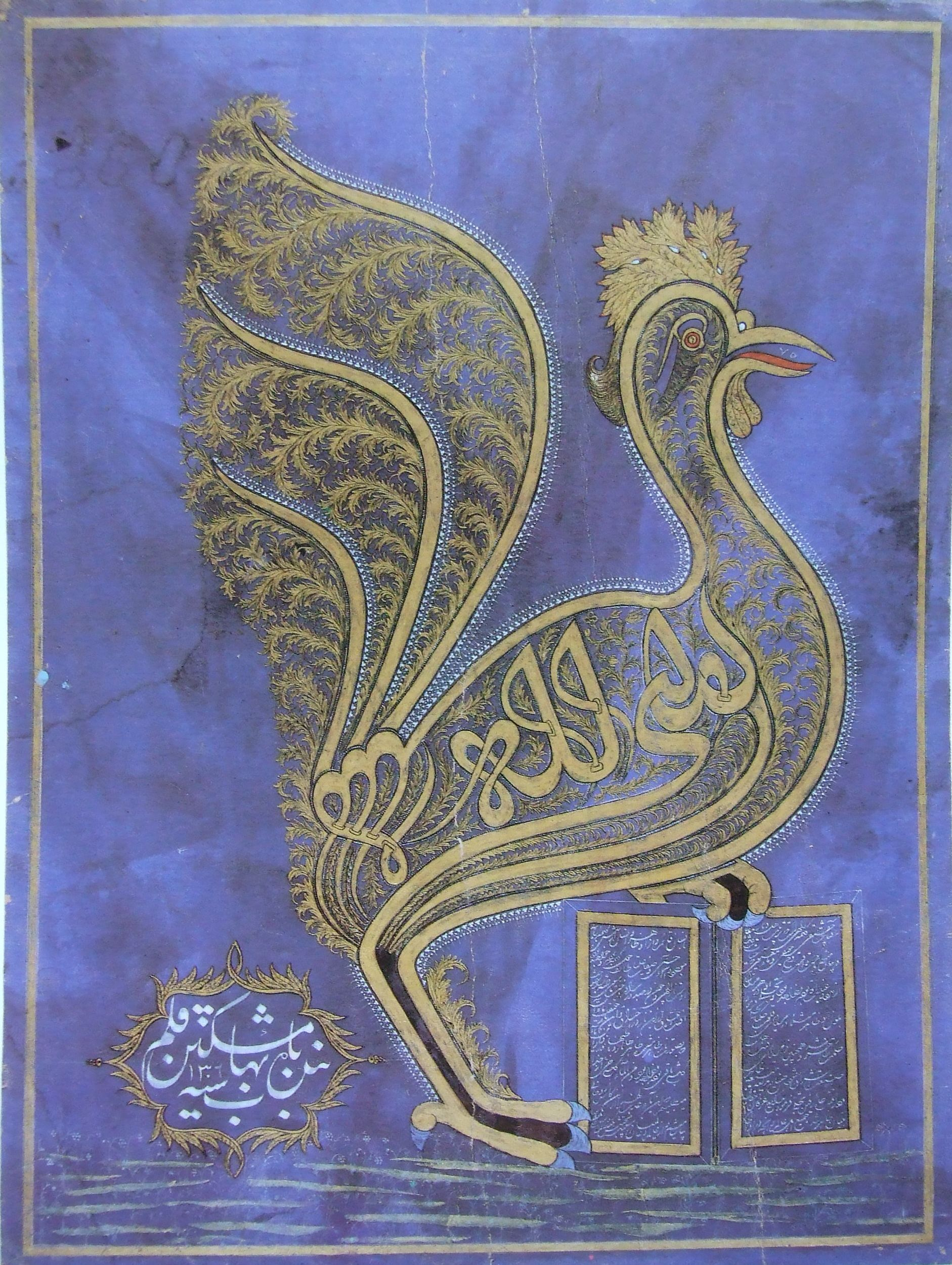
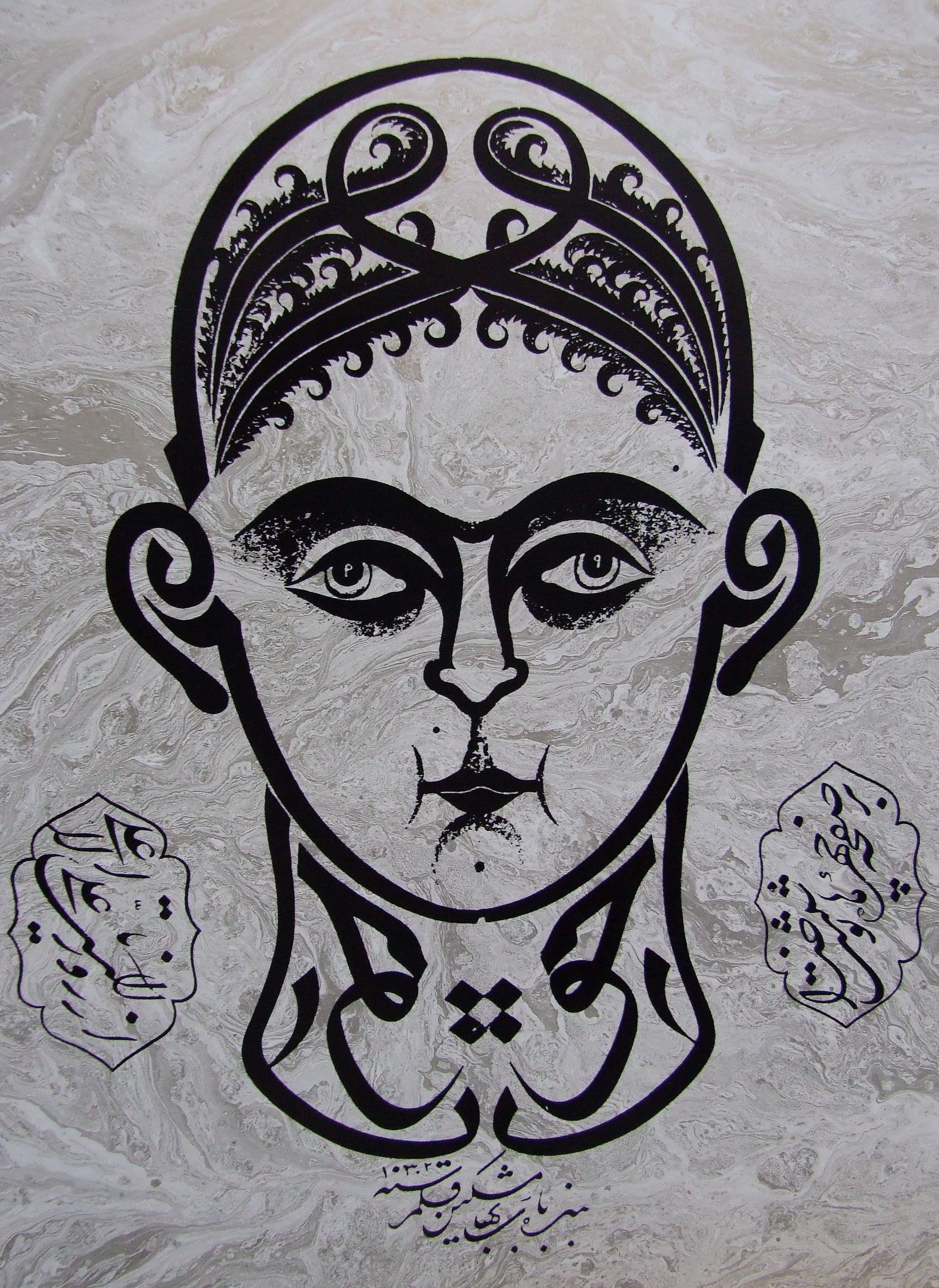